# 2014학년도 대학수학능력시험
2014학년도 대학수학능력시험(2014 學年度 大學修學能力試驗, 2013년 수능)은 2013년 11월 7일에 시행된 대학수학능력시험이다. 7차 교육과정의 기본 체제 및 철학을 유지한 2009 개정 교육과정에 의한 2014학년도 이후의 대학수학능력시험 개편안이 적용된 첫 번째 시험이며, 수학과 영어에 한하여 2007 개정 교육과정이 적용된 3번째 시험이며, 수험생이 전 과목을 자유롭게 임의 선택하여 응시할 수 있는 선택형 수능으로 실시되었다.

## 기출문제
| 과목                | 문제 및 정답 | 문제 및 정답 | 비고 |
| ------------------- | ------------ | ------------ | ---- |
| 국어 영역           | A형          | B형          |      |
| 수학 영역           | A형          | B형          |      |
| 영어 영역           | A형          | B형          |      |
| 사회탐구 영역       | ■            | ■            |      |
| 과학탐구 영역       | ■            | ■            |      |
| 직업탐구 영역       | ■            | ■            |      |
| 제2외국어/한문 영역 | ■            | ■            |      |

## 같이 보기
- 대학수학능력시험
  - 연도별 대학수학능력시험